# Austin Blair

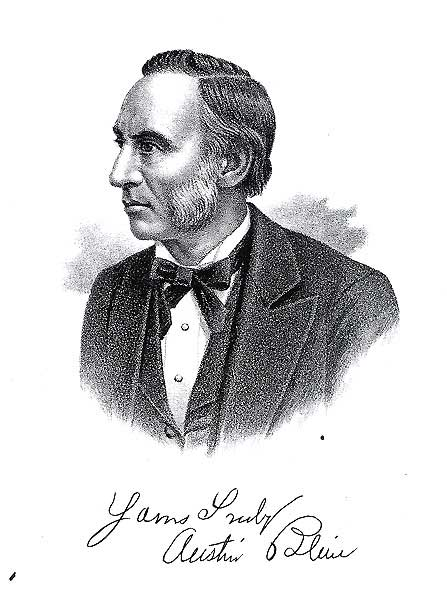
Austin Blair

Austin Blair (Caroline, 8 de fevereiro de 1818 — Jackson, 6 de agosto de 1894), também conhecido como o Governador da guerra civil, foi um político do estado norte-americano de Michigan. Ele era conhecido como um forte opositor da escravatura e da secessão ele também defendeu os direitos humanos por liderar o esforço para proibir a pena de morte e dar as mulheres e aos cidadãos negros o direito de voto.
Em 1852 ele foi eleito promotor público do Condado de Jackson e, dois anos mais tarde, escolhido como senador estadual ocupando o cargo de líder parlamentar no Senado. Eleito governador de Michigan em 1860 e reeleito em 1862, ocupou o cargo de 1861 a 1865. Dois anos depois de deixar o cargo de Governador, Austin Blair foi eleito para a Câmara dos representantes dos EUA  pela 3ª zona eleitoral de Michigan de 1867 a 1873, servindo na 40º, 41º e 42º legislaturas. Ele morreu aos 76 anos na cidade de Jackson e está enterrado no Mt. Evergreen Cemetery. 